# АНТ-1
Туполев АНТ-1 е първият опитен спортен самолет конструиран от конструкторското бюро на Андрей Туполев. Единствената цел на самолета е проучване на различни начини, по които конструктурът да помогне на СССР за конструирането на самолети.

## Конструкция и разработка
АНТ-1 е едноместен едномоторен моноплан долноплощник. Това е първият самолет на Андрей Туполев и е конструиран от метал, дърво и алуминий. Алуминият е използван за вътрешността на крилата и за вертикалните и хоризонталните опашни плоскости и на още няколко малки по площ места. Местата носещи тежестта на самолета са направени от дърво и ленен плат покриващ фюзелажът и крилете.

## История
Самолетът излита за пръв път от площад Екатеринская. В следващите две години извършва многобройни тестови полети. След това е оставен на съхранение в хангар в края на 30-те години на 20 век, а малко по-късно е окачен на тавана като експонат. Със започването на Втората световна война самолетът изчезва. Не се знае със сигурност какво се е случило. Най-вероятно е разрушен от немските войски при напредването им към Москва през лятото на 1941 г. Същата съдба са имали и други самолети произведени в коснтрукторското бюро. Тъй като е конструирана само една бройка, днес няма оцелял АНТ-1.

## Оператори
- СССР
  - Фабриката Туполев

## Характеристики
- Екипаж – 1 пилот
- Дължина – 5 m
- Разпереност – 7,5 m
- Височина – 1,7 m
- Площ на крилата – 10 m2
- Тегло без горивото – 205 kg
- Тегло с горивото – 355 kg
- Двигател – 1 радиален двигател Анзани, 26 kW
- Максимална скорост – 120 km/h
- Радиус на действие – 400 km